# Wattpad
Wattpad è un social network di lettura sociale lanciato nel 2006 e proprietà della Wattpad Corporation, accessibile sia tramite sito web che tramite applicazione.
Il sito riunisce una comunità multilingue di scrittori e lettori, liberi di pubblicare qualsivoglia contenuto originale. La registrazione al sito è facoltativa e gratuita, inoltre è possibile accedervi utilizzando un account Google, Apple o Facebook.

## Storia
Wattpad viene fondato nel 2006 a Toronto da Allen Lau, ingegnere elettronico laureato all'Università di Toronto, e Ivan Yuen, ingegnere informatico laureato all'Università di Waterloo. L'idea di base era di fornire ai lettori e agli scrittori un modo per poter leggere e scrivere in qualsiasi posto, ma si è concretizzata pienamente solo con il lancio dell'iPhone nel 2007 e dell'App Store nell'anno successivo.
Nel 2009 viene lanciata la prima versione dell’app per iPhone, BlackBerry e Android.
Nel 2011 i fondatori annunciano di aver ricevuto 3,5 milioni di dollari USA dai propri investitori, a cui si aggiungono 46 milioni di dollari canadesi nell'aprile del 2014, a seguito di una raccolta fondi organizzata dalla OMERS Ventures, con l’intento di aiutare l’azienda nella sua crescita.
Nel 2017 l'azienda conta nove investitori:
- Usv
- Version one ventures
- August Capital
- Raine
- Northleaf
- Golden Venture Partners
- Mers Ventures
- Khosla Ventures
- Ame Cloud Ventures

Nel 2017, Wattpad lancia una nuova forma di scrittura per i suoi utenti: le storie-chat. Il lancio è collegato all'introduzione di Tap, un’applicazione per smartphone, iPad o tablet, che permette di creare sul momento, nuove storie tramite chat.

## Struttura e caratteristiche
Dopo la registrazione, l'utente può decidere di pubblicare una storia per intero oppure inserendo un capitolo per volta, decidendo autonomamente la cadenza dell’aggiornamento.
Prima della pubblicazione vengono richieste delle precisazioni inerenti al contenuto. Il racconto viene catalogato, a discrezione dell’autore, in un genere letterario e classificato in base alla trama. La storia può essere resa accessibile a tutte le tipologie di lettori o solo a un pubblico adulto. Nei "dettagli della storia" vengono inseriti dei tag, etichette che riflettono temi e sottogeneri della storia, per facilitare la ricerca nella piattaforma di storie affini ai propri gusti.
È possibile, inoltre, attribuire il copyright alla storia, scegliendo tra diverse opzioni:
- Tutti i diritti riservati
- Pubblico dominio
- (CC) Attribuzione Creative Commons
- (CC) Attribuzione – Non commerciale
- (CC) Attribuzione – Non commerciale – Non opere derivate
- (CC) Attribuzione – Non commerciale – Condividi allo stesso modo
- (CC) Attribuzione - Condividi allo stesso modo
- (CC) Attribuzione – Non opere derivate

Una volta pubblicato, il racconto diventa leggibile da tutti gli utenti che possono votare e commentare capitolo per capitolo. Maggiori sono le visualizzazioni e i voti, maggiori sono le possibilità, per la storia, di entrare nelle classifiche settimanali del genere di appartenenza.

## Wattys
Nel 2010 nasce il concorso di scrittura interna con il fine di valorizzare le migliori storie presenti sulla piattaforma. Nel 2015 viene estesa la premiazione anche alle storie scritte in lingua diversa dall'inglese, coinvolgendo così un maggior numero di scrittori.
Gli utenti possono iscrivere la propria storia al concorso aggiungendo nella descrizione della storia l'hashtag #wattys, e l'anno relativo al concorso. Vengono accettate storie redatte nell'anno in concorso o con almeno cinque capitoli pubblicati nello stesso anno. Il concorso si svolge di solito da giugno ad agosto, con annuncio dei vincitori nell'autunno successivo. Le storie vincitrici vengono promosse nei canali ufficiali in modo da dar loro una visibilità maggiore.
Per l’edizione del 2017, le categorie di premi sono le seguenti:
- Gli originali
- Letture mozzafiato
- Astri nascenti
- I nuovi arrivati
- I cantastorie
- I premi Tap

## Riconoscimenti
Nel 2011 Wattpad viene nominata nella categoria “Best E-Reader App” per i Best App Ever Awards.
Nello stesso anno vince al Canadian Innovation Exchange il People’s Choice Award come Digital Media.
Nel 2016 viene nominata “Innovator of the Year” al Canadian Innovation Exchange. Il premio viene assegnato annualmente a un'azienda all'avanguardia nel suo settore, che rappresenti il meglio delle attività canadesi.

## Wattpad Studios
Nel 2016 nasce una nuova sezione destinata a mettere in contatto gli autori più popolari con case editrici e industrie cinematografiche. Nello stesso anno, la Paramount Pictures Corporation acquista i diritti per un film basato sulla fanfiction “After” di Anna Todd, uscito nel 2019.
Nelle Filippine diverse storie sono state pubblicate in cartaceo per poi diventare telefilm, comprese in una serie chiamata Wattpad Presents.